# Рауль Рамірес
Рауль Карлос Рамірес (ісп. Raúl Carlos Ramírez; нар. 20 червня 1953) — колишній мексиканський тенісист, трьохразовий переможець турнірів Великого шолома в парному розряді, колишня перша ракетка ATP у парному розряді (12 квітня 1976).
Здобув дев'ятнадцять одиночних та шістдесят парних титулів туру ATP.
Найвищу одиночну позицію світового рейтингу — 4 місце досяг 7 листопада 1976 року.
Завершив кар'єру 1983 року.
Був студентом та виступав за Університет Південної Каліфорнії в Лос-Анджелесі.

## Фінали турнірів Великого шолома

### Парний розряд: 7 (3 титули, 4 поразки)
| Результат | Рік  | Турнір                           | Покриття | Партнер        | Опоненти                    | Рахунок                 |
| Перемога  | 1975 | French Open                      | Ґрунт    | Браян Готтфрід | John Alexander Філ Дент     | 6–4, 2–6, 6–2, 6–4      |
| Поразка   | 1976 | French Open                      | Ґрунт    | Браян Готтфрід | Фред Макнеер Шервуд Стюарт  | 6–7, 3–6, 1–6           |
| Перемога  | 1976 | Вімблдонський турнір             | Трава    | Браян Готтфрід | Росс Кейс Джефф Мастерз     | 3–6, 6–3, 8–6, 2–6, 7–5 |
| Перемога  | 1977 | French Open (2)                  | Ґрунт    | Браян Готтфрід | Войцех Фібак Ян Кодеш       | 7–6, 4–6, 6–3, 6–4      |
| Поразка   | 1977 | Відкритий чемпіонат США з тенісу | Ґрунт    | Браян Готтфрід | Боб Г'юїтт Фрю Макміллан    | 4–6, 0–6                |
| Поразка   | 1979 | Wimbledon                        | Трава    | Браян Готтфрід | Пітер Флемінг Джон Макінрой | 6–4, 4–6, 2–6, 2–6      |
| Поразка   | 1980 | French Open (2)                  | Ґрунт    | Браян Готтфрід | Віктор Амая Генк Пфістер    | 6–1, 4–6, 4–6, 3–6      |

### Мікст: 1 (поразка)
| Результат | Рік  | Турнір               | Покриття | Партнер         | Опоненти                      | Рахунок  |
| Поразка   | 1973 | Вімблдонський турнір | Трава    | Джанет Ньюберрі | Біллі Джин Кінг Овен Девідсон | 3–6, 2–6 |

## Досягнення на турнірах Великого шолома

### Одиночний розряд
| Турнір                                 | 1971 | 1972 | 1973 | 1974 | 1975 | 1976 | 1977 | 1978 | 1979 | 1980 | 1981 | 1982 | 1983 | Career SR |
| -------------------------------------- | ---- | ---- | ---- | ---- | ---- | ---- | ---- | ---- | ---- | ---- | ---- | ---- | ---- | --------- |
| Відкритий чемпіонат Австралії з тенісу |      |      |      |      |      |      |      |      |      |      |      |      |      | 0 / 0     |
| Відкритий чемпіонат Франції з тенісу   |      |      | 2р   | ЧФ   | ЧФ   | ПФ   | ПФ   | ЧФ   | 1р   | 2р   | 1р   |      |      | 0 / 9     |
| Вімблдонський турнір                   |      |      | 1р   | 2р   | ЧФ   | ПФ   | 2р   | ЧФ   | 2р   | 1р   | 2р   |      | 1р   | 0 / 10    |
| Відкритий чемпіонат США з тенісу       | 1р   | 3р   | 3р   | 2р   | 2р   | 2р   | 1р   | ЧФ   | 1р   | 1р   | 2р   | 2р   |      | 0 / 12    |
| В-П                                    | 0–1  | 2–1  | 3–3  | 8–3  | 11–3 | 11–3 | 6–3  | 12–3 | 1–3  | 3–3  | 2–3  | 1–1  | 0–1  | N/A       |

### Парний розряд
| Турнір                                 | 1971 | 1972 | 1973 | 1974 | 1975 | 1976 | 1977 | 1978 | 1979 | 1980 | 1981 | 1982 | 1983 | 1984 | 1985 | 1986 | Career SR |
| -------------------------------------- | ---- | ---- | ---- | ---- | ---- | ---- | ---- | ---- | ---- | ---- | ---- | ---- | ---- | ---- | ---- | ---- | --------- |
| Відкритий чемпіонат Австралії з тенісу |      |      |      |      |      |      |      |      |      |      |      |      |      |      |      | NH   | 0 / 0     |
| Відкритий чемпіонат Франції з тенісу   |      |      | 1р   | 2р   | П    | Ф    | П    | ПФ   | ЧФ   | Ф    | 1р   |      |      |      |      | 1р   | 2 / 10    |
| Вімблдонський турнір                   |      | ЧФ   | 3р   | ЧФ   | 2р   | П    | 1р   | ЧФ   | Ф    | ЧФ   | 3р   |      |      |      |      |      | 1 / 10    |
| Відкритий чемпіонат США з тенісу       | 1р   | 2р   | ПФ   | ЧФ   | 3р   | 2р   | Ф    | 1р   | 2р   |      | 2р   | ПФ   |      |      |      |      | 0 / 11    |
| В-П                                    | 0–1  | 4–2  | 6–3  | 6–3  | 6–2  | 12–2 | 11–2 | 7–3  | 9–3  | 8–2  | 2–3  | 4–1  | 0–0  | 0–0  | 0–0  | 0–1  | N/A       |

## Фінали турнірів ATP

### Одиночний розряд: 40 (19 титулів, 21 поразка)
| Результат | Ранг | Дата     | Турнір                               | Покриття   | Опонент           | Рахунок                 |
| --------- | ---- | -------- | ------------------------------------ | ---------- | ----------------- | ----------------------- |
| Поразка   | 1.   | Лип 1973 | Кіцбюель, Австрія                    | Ґрунт      | Мануель Орантес   | ABN                     |
| Перемога  | 1.   | Жов 1973 | Тегеран, Іран                        | Ґрунт      | Джон Ньюкомб      | 6–7, 6–1, 7–5, 6–3      |
| Перемога  | 2.   | Лют 1974 | Дейтон, США                          | Килим      | Браян Готтфрід    | 6–1, 6–4, 7–6(7–1)      |
| Перемога  | 3.   | Сер 1974 | Колумбус, США                        | Тверде     | Роско Теннер      | 3–6, 7–6, 6–4           |
| Поразка   | 2.   | Жов 1974 | Тегеран, Іран                        | Ґрунт      | Гільєрмо Вілас    | 0–6, 3–6, 1–6           |
| Перемога  | 4.   | Лют 1975 | St. Petersburg WCT, США              | Тверде     | Роско Теннер      | 6–0, 1–6, 6–2           |
| Поразка   | 3.   | Бер 1975 | Caracas WCT, Венесуела               | Тверде     | Род Лейвер        | 6–7, 2–6                |
| Перемога  | 5.   | Кві 1975 | Шарлотт, США                         | Ґрунт      | Роско Теннер      | 3–6, 6–4, 6–3           |
| Перемога  | 6.   | Чер 1975 | Internazionali d'Italia 1975, Італія | Ґрунт      | Мануель Орантес   | 7–6, 7–5, 7–5           |
| Перемога  | 7.   | Лис 1975 | Japan Open (теніс), Японія           | Ґрунт      | Мануель Орантес   | 6–4, 7–5, 6–3           |
| Перемога  | 8.   | Бер 1976 | Mexico City WCT, Мексика             | Ґрунт      | Едді Діббс        | 7–6, 6–2                |
| Поразка   | 4.   | Бер 1976 | Jackson WCT, США                     | Килим      | Кен Роузволл      | 3–6, 3–6                |
| Перемога  | 9.   | Кві 1976 | Каракас, Венесуела                   | Ґрунт      | Іліє Настасе      | 6–3, 6–4                |
| Перемога  | 10.  | Лип 1976 | Ґштад, Швейцарія                     | Ґрунт      | Адріано Панатта   | 7–5, 6–7, 6–1, 6–3      |
| Поразка   | 5.   | Лип 1976 | Washington Open, США                 | Ґрунт      | Джиммі Коннорс    | 2–6, 4–6                |
| Поразка   | 6.   | Сер 1976 | North Conway, США                    | Ґрунт      | Джиммі Коннорс    | 6–7, 6–4, 3–6           |
| Поразка   | 7.   | Жов 1976 | Тегеран, Іран                        | Ґрунт      | Мануель Орантес   | 6–7, 0–6, 6–2, 4–6      |
| Поразка   | 8.   | Жов 1976 | Відень, Австрія                      | Тверде (i) | Войцех Фібак      | 7–6, 3–6, 4–6, 6–2, 1–6 |
| Перемога  | 11.  | Лис 1976 | Лондон, England                      | Килим      | Мануель Орантес   | 6–3, 6–4                |
| Поразка   | 9.   | Лют 1977 | Miami WCT, США                       | Ґрунт      | Едді Діббс        | 0–6, 3–6                |
| Поразка   | 10.  | Тра 1977 | Лас-Веґас, США                       | Тверде     | Джиммі Коннорс    | 4–6, 7–5, 2–6           |
| Перемога  | 12.  | Чер 1977 | London/Queen's Club, England         | Трава      | Mark Cox          | 9–7, 7–5                |
| Перемога  | 13.  | Вер 1977 | Лос-Анджелес, II, U.S.               | Тверде     | Браян Готтфрід    | 7–5, 3–6, 6–4           |
| Поразка   | 11.  | Лис 1977 | Ов'єдо, Іспанія                      | Тверде     | Едді Діббс        | 4–6, 1–6                |
| Перемога  | 14.  | Лют 1978 | Mexico City WCT, Мексика             | Тверде     | Pat DuPré         | 6–4, 6–1                |
| Поразка   | 12.  | Лют 1978 | Мастерс Індіан-Веллс, США            | Тверде     | Роско Теннер      | 1–6, 6–7                |
| Поразка   | 13.  | Бер 1978 | Washington Indoor, США               | Килим      | Браян Готтфрід    | 5–7, 6–7                |
| Поразка   | 14.  | Кві 1978 | Rotterdam WCT, Нідерланди            | Килим      | Джиммі Коннорс    | 5–7, 5–7                |
| Перемога  | 15.  | Кві 1978 | Monte Carlo WCT, Монако              | Ґрунт      | Томаш Шмід        | 6–3, 6–3, 6–4           |
| Поразка   | 15.  | Чер 1978 | Бірмінгем, England                   | Трава      | Джиммі Коннорс    | 3–6, 1–6, 2–6           |
| Поразка   | 16.  | Лип 1978 | Мастерс Цинциннаті, США              | Тверде     | Едді Діббс        | 2–6, 3–6                |
| Поразка   | 17.  | Жов 1978 | Мехіко, Мексика                      | Ґрунт      | Віджай Амрітрадж  | 4–6, 4–6                |
| Перемога  | 16.  | Тра 1979 | Флоренція, Італія                    | Ґрунт      | Карл Майлер       | 6–4, 1–6, 3–6, 7–5, 6–0 |
| Перемога  | 17.  | Лют 1980 | Сан-Хуан, Пуерто-Рико                | Тверде     | Філ Дент          | 6–3, 6–2                |
| Поразка   | 18.  | Тра 1980 | Флоренція, Італія                    | Ґрунт      | Адріано Панатта   | 2–6, 6–2, 4–6           |
| Поразка   | 19.  | Тра 1981 | Флоренція, Італія                    | Ґрунт      | Хосе Луїс Клерк   | 1–6, 2–6                |
| Поразка   | 20.  | Січ 1982 | Viña del Mar, Чилі                   | Ґрунт      | Педро Реболледо   | 4–6, 6–3, 6–7           |
| Перемога  | 18.  | Лют 1982 | Каракас, Венесуела                   | Тверде     | Золтан Кухарскі   | 4–6, 7–6, 6–3           |
| Поразка   | 21.  | Сер 1982 | South Orange, США                    | Ґрунт      | Яннік Ноа         | 3–6, 6–7                |
| Перемога  | 19.  | Лют 1983 | Каракас, Венесуела                   | Тверде     | Морріс Скіп Строд | 6–4, 6–2                |

### Парний розряд: 101 (60 титулів, 41 поразка)
| Результат | Ранг | Рік  | Турнір                                     | Покриття   | Партнер          | Опоненти                           | Рахунок                 |
| --------- | ---- | ---- | ------------------------------------------ | ---------- | ---------------- | ---------------------------------- | ----------------------- |
| Перемога  | 1.   | 1973 | Солт-Лейк-Сіті, США                        | Тверде (i) | Майк Естеп       | Їржі Гржебець Ян Кукал             | 6–4, 7–6                |
| Перемога  | 2.   | 1973 | Кіцбюель, Австрія                          | Ґрунт      | Jim McManus      | Жозе Едісон Мандаріно Тіто Васкес  | 6–2, 6–2, 6–3           |
| Поразка   | 1.   | 1973 | Мастерс Цинциннаті, США                    | Тверде     | Браян Готтфрід   | John Alexander Філ Дент            | 6–1, 6–7, 6–7           |
| Перемога  | 3.   | 1973 | New Delhi, Індія                           | Outdoor    | Jim McManus      | Ананд Амрітрадж Віджай Амрітрадж   | 6–2, 6–4                |
| Перемога  | 4.   | 1974 | Торонто, Канада                            | Килим      | Тоні Роч         | Том Оккер Марті Ріссен             | 6–3, 2–6, 6–4           |
| Перемога  | 5.   | 1974 | Шарлотт, США                               | Ґрунт      | Бастер Моттрам   | Овен Девідсон Джон Ньюкомб         | 6–3, 1–6, 6–3           |
| Поразка   | 2.   | 1974 | Гамбург, Німеччина                         | Ґрунт      | Браян Готтфрід   | Юрген Фассбендер Ганс-Юрген Поманн | 3–6, 4–6, 4–6           |
| Перемога  | 6.   | 1974 | Мастерс Рим, Італія                        | Ґрунт      | Браян Готтфрід   | Juan Gisbert, Sr. Іліє Настасе     | 6–3, 6–2, 6–3           |
| Поразка   | 3.   | 1974 | Чикаго, США                                | Килим      | Браян Готтфрід   | Том Гормен Марті Ріссен            | 6–4, 3–6, 5–7           |
| Перемога  | 7.   | 1974 | Саут-Орандж (Нью-Джерсі), США              | Тверде     | Браян Готтфрід   | Ананд Амрітрадж Віджай Амрітрадж   | 7–6, 6–7, 7–6           |
| Поразка   | 4.   | 1974 | Лос-Анджелес, США                          | Тверде     | Браян Готтфрід   | Росс Кейс Джефф Мастерз            | 3–6, 2–6                |
| Поразка   | 5.   | 1974 | Мадрид, Іспанія                            | Ґрунт      | Браян Готтфрід   | Патріс Домінгес Антоніо Муньйос    | 1–6, 3–6                |
| Поразка   | 6.   | 1974 | Тегеран, Іран                              | Ґрунт      | Браян Готтфрід   | Мануель Орантес Гільєрмо Вілас     | 6–7, 6–2, 2–6           |
| Поразка   | 7.   | 1974 | Париж, Франція                             | Тверде (i) | Браян Готтфрід   | Патріс Домінгес Франсуа Жоффре     | 5–7, 4–6                |
| Поразка   | 8.   | 1974 | London, England                            | Килим      | Браян Готтфрід   | Джиммі Коннорс Іліє Настасе        | 6–3, 6–7, 3–6           |
| Перемога  | 8.   | 1975 | Philadelphia WCT, США                      | Килим      | Браян Готтфрід   | Дік Стоктон Erik van Dillen        | 3–6, 6–3, 7–6           |
| Перемога  | 9.   | 1975 | St. Petersburg WCT, США                    | Тверде     | Браян Готтфрід   | Чарлі Пасарелл Роско Теннер        | 6–4, 6–4                |
| Перемога  | 10.  | 1975 | La Costa WCT, США                          | Тверде     | Браян Готтфрід   | Чарлі Пасарелл Роско Теннер        | 7–5, 6–4                |
| Поразка   | 9.   | 1975 | São Paulo WCT, Бразилія                    | Килим      | Браян Готтфрід   | Росс Кейс Джефф Мастерз            | 7–6, 6–7, 6–7           |
| Поразка   | 10.  | 1975 | Каракас, Венесуела                         | Тверде     | Браян Готтфрід   | Росс Кейс Джефф Мастерз            | 5–7, 6–4, 2–6           |
| Перемога  | 11.  | 1975 | Орландо, США                               | Тверде     | Браян Готтфрід   | Колін Діблі Рей Раффелз            | 6–4, 6–4                |
| Перемога  | 12.  | 1975 | Тусон (Аризона), США                       | Тверде     | Вільям Браун     | Реймонд Мур Денніс Ролстрон        | 2–6, 7–6, 6–4           |
| Перемога  | 13.  | 1975 | Фінал ATP, Мексика                         | Килим      | Браян Готтфрід   | Mark Cox Кліфф Дрісдейл            | 7–6, 6–7, 6–2, 7–6      |
| Перемога  | 14.  | 1975 | Dallas WCT, США                            | Килим      | Браян Готтфрід   | Боб Г'юїтт Фрю Макміллан           | 7–5, 6–3, 4–6, 2–6, 7–5 |
| Перемога  | 15.  | 1975 | Мастерс Рим, Італія                        | Ґрунт      | Браян Готтфрід   | Джиммі Коннорс Іліє Настасе        | 6–4, 7–6, 2–6, 6–1      |
| Перемога  | 16.  | 1975 | French Open, Paris                         | Ґрунт      | Браян Готтфрід   | John Alexander Філ Дент            | 6–4, 2–6, 6–2, 6–4      |
| Поразка   | 11.  | 1975 | Washington Open, США                       | Outdoor    | Браян Готтфрід   | Robert Lutz Стен Сміт              | 5–7, 6–2, 1–6           |
| Перемога  | 17.  | 1975 | Бостон, США                                | Ґрунт      | Браян Готтфрід   | John Andrews Майк Естеп            | 4–6, 6–3, 7–6           |
| Поразка   | 12.  | 1975 | Мельбурн, Австралія                        | Трава      | Браян Готтфрід   | Росс Кейс Джефф Мастерз            | 4–6, 0–6                |
| Перемога  | 18.  | 1975 | Сідней, Австралія                          | Тверде (i) | Браян Готтфрід   | Росс Кейс Джефф Мастерз            | 6–4, 6–2                |
| Перемога  | 19.  | 1975 | Perth, Австралія                           | Тверде     | Браян Готтфрід   | Росс Кейс Джефф Мастерз            | 2–6, 6–4, 6–4, 6–0      |
| Перемога  | 20.  | 1975 | Japan Open (теніс), Японія                 | Ґрунт      | Браян Готтфрід   | Juan Gisbert, Sr. Мануель Орантес  | 7–6, 6–4                |
| Перемога  | 21.  | 1976 | Monterrey WCT, Мексика                     | Килим      | Браян Готтфрід   | Росс Кейс Джефф Мастерз            | 6–2, 4–6, 6–3           |
| Перемога  | 22.  | 1976 | Richmond WCT, США                          | Килим      | Браян Готтфрід   | Артур Еш Том Оккер                 | 6–4, 7–5                |
| Перемога  | 23.  | 1976 | St. Louis WCT, США                         | Килим      | Браян Готтфрід   | John Alexander Філ Дент            | 6–4, 6–2                |
| Перемога  | 24.  | 1976 | Мехіко, México                             | Ґрунт      | Браян Готтфрід   | Ісмаїл Ель-Шафей Браян Феерлі      | 6–4, 7–6                |
| Перемога  | 25.  | 1976 | Джексон, США                               | Килим      | Браян Готтфрід   | Росс Кейс Джефф Мастерз            | 7–5, 4–6, 6–0           |
| Перемога  | 26.  | 1976 | Каракас, Венесуела                         | Ґрунт      | Браян Готтфрід   | Джефф Боров'як Іліє Настасе        | 7–5, 6–4                |
| Перемога  | 27.  | 1976 | Мастерс Рим, Італія                        | Ґрунт      | Браян Готтфрід   | Джефф Мастерз Джон Ньюкомб         | 7–6, 5–7, 6–3, 3–6, 6–3 |
| Поразка   | 13.  | 1976 | French Open, Paris                         | Ґрунт      | Браян Готтфрід   | Фред Макнеер Шервуд Стюарт         | 6–7, 3–6, 1–6           |
| Перемога  | 28.  | 1976 | Вімблдонський турнір, London               | Трава      | Браян Готтфрід   | Росс Кейс Джефф Мастерз            | 3–6, 6–3, 8–6, 2–6, 7–5 |
| Перемога  | 29.  | 1976 | Washington Open, США                       | Ґрунт      | Браян Готтфрід   | Артур Еш Джиммі Коннорс            | 6–3, 6–3                |
| Перемога  | 30.  | 1976 | North Conway, США                          | Ґрунт      | Браян Готтфрід   | Рікардо Кано Віктор Печчі          | 6–3, 6–0                |
| Перемога  | 31.  | 1976 | Індіанаполіс, США                          | Ґрунт      | Браян Готтфрід   | Фред Макнеер Шервуд Стюарт         | 6–2, 6–2                |
| Перемога  | 32.  | 1976 | Мастерс Канада, Канада                     | Тверде     | Боб Г'юїтт       | Juan Gisbert, Sr. Мануель Орантес  | 6–2, 6–1                |
| Перемога  | 33.  | 1976 | Woodlands Парний розряд, США               | Тверде     | Браян Готтфрід   | Філ Дент Аллан Стоун               | 6–1, 6–4, 5–7, 7–6      |
| Перемога  | 34.  | 1976 | Тегеран, Іран                              | Ґрунт      | Войцех Фібак     | Juan Gisbert, Sr. Мануель Орантес  | 7–5, 6–1                |
| Перемога  | 35.  | 1976 | Мадрид, Іспанія                            | Ґрунт      | Войцех Фібак     | Боб Г'юїтт Фрю Макміллан           | 4–6, 7–5, 6–3           |
| Перемога  | 36.  | 1976 | Барселона, Іспанія                         | Ґрунт      | Браян Готтфрід   | Боб Г'юїтт Фрю Макміллан           | 7–6, 6–4                |
| Поразка   | 14.  | 1976 | Відень, Австрія                            | Тверде (i) | Браян Готтфрід   | Боб Г'юїтт Фрю Макміллан           | 4–6, 0–4, ret.          |
| Перемога  | 37.  | 1977 | Miami, США                                 | Ґрунт      | Браян Готтфрід   | Пол Кронк Кліфф Летчер             | 7–5, 6–4                |
| Поразка   | 15.  | 1977 | Washington Indoor, США                     | Килим      | Браян Готтфрід   | Robert Lutz Стен Сміт              | 3–6, 5–7                |
| Поразка   | 16.  | 1977 | Лас-Веґас, США                             | Тверде     | Боб Г'юїтт       | Robert Lutz Стен Сміт              | 3–6, 6–3, 4–6           |
| Перемога  | 38.  | 1977 | Мастерс Рим, Італія                        | Ґрунт      | Браян Готтфрід   | Фред Макнеер Шервуд Стюарт         | 6–7, 7–6, 7–5           |
| Перемога  | 39.  | 1977 | French Open, Paris                         | Ґрунт      | Браян Готтфрід   | Войцех Фібак Ян Кодеш              | 7–6, 4–6, 6–3, 6–4      |
| Перемога  | 40.  | 1977 | North Conway, США                          | Ґрунт      | Браян Готтфрід   | Фред Макнеер Шервуд Стюарт         | 7–5, 6–3                |
| Перемога  | 41.  | 1977 | Мастерс Канада, Канада                     | Тверде     | Боб Г'юїтт       | Фред Макнеер Шервуд Стюарт         | 6–4, 3–6, 6–2           |
| Поразка   | 17.  | 1977 | Відкритий чемпіонат США з тенісу, New York | Ґрунт      | Браян Готтфрід   | Боб Г'юїтт Фрю Макміллан           | 4–6, 0–6                |
| Поразка   | 18.  | 1977 | Maui, США                                  | Тверде     | Браян Готтфрід   | Robert Lutz Стен Сміт              | 6–7, 4–6                |
| Перемога  | 42.  | 1977 | Париж, Франція                             | Тверде (i) | Браян Готтфрід   | Джефф Боров'як Роджер Тейлор       | 6–2, 6–0                |
| Поразка   | 19.  | 1977 | Стокгольм, Швеція                          | Тверде (i) | Браян Готтфрід   | Войцех Фібак Том Оккер             | 3–6, 3–6                |
| Поразка   | 20.  | 1977 | Wembley, England                           | Тверде     | Браян Готтфрід   | Сенді Меєр Фрю Макміллан           | 3–6, 6–7                |
| Поразка   | 21.  | 1977 | Ов'єдо, Іспанія                            | Тверде     | Ян Кодеш         | Фред Макнеер Шервуд Стюарт         | 3–6, 1–6                |
| Поразка   | 22.  | 1978 | Мехіко, Мексика                            | Тверде     | Марсельйо Лара   | Джін Меєр Саші Менон               | 3–6, 6–7                |
| Перемога  | 43.  | 1978 | Мемфіс, США                                | Килим      | Браян Готтфрід   | Філ Дент Джон Ньюкомб              | 3–6, 7–6, 6–2           |
| Поразка   | 23.  | 1978 | Milan WCT, Італія                          | Килим      | Войцех Фібак     | Хосе Їгерас Віктор Печчі           | 7–5, 6–7, 6–7           |
| Перемога  | 44.  | 1978 | Rotterdam WCT, Нідерланди                  | Килим      | Фред Макнеер     | Robert Lutz Стен Сміт              | 6–2, 6–3                |
| Перемога  | 45.  | 1978 | Мастерс Цинциннаті, США                    | Ґрунт      | Джін Меєр        | Ісмаїл Ель-Шафей Браян Феерлі      | 6–3, 6–3                |
| Поразка   | 24.  | 1978 | Лас-Веґас, США                             | Тверде     | Боб Г'юїтт       | Хайме Фійоль Альваро Фільйоль      | 3–6, 6–7                |
| Поразка   | 25.  | 1978 | London/Queen's Club, England               | Трава      | Фред Макнеер     | Боб Г'юїтт Фрю Макміллан           | 2–6, 5–7                |
| Поразка   | 26.  | 1978 | Washington Open, США                       | Ґрунт      | Фред Макнеер     | Боб Г'юїтт Артур Еш                | 3–6, 4–6                |
| Поразка   | 27.  | 1978 | Лос-Анджелес, США                          | Килим      | Фред Макнеер     | John Alexander Філ Дент            | 3–6, 6–7                |
| Поразка   | 28.  | 1978 | Мехіко, Мексика                            | Ґрунт      | Фред Макнеер     | Ананд Амрітрадж Віджай Амрітрадж   | 4–6, 5–7                |
| Перемога  | 46.  | 1979 | Мастерс Монте-Карло, Монако                | Ґрунт      | Іліє Настасе     | Віктор Печчі Балаж Тароці          | 6–3, 6–4                |
| Поразка   | 29.  | 1979 | Лас-Веґас, США                             | Тверде     | Адріано Панатта  | Марті Ріссен Шервуд Стюарт         | 6–4, 4–6, 6–7           |
| Поразка   | 30.  | 1979 | Вімблдонський турнір, London               | Трава      | Браян Готтфрід   | Пітер Флемінг Джон Макінрой        | 6–4, 4–6, 2–6, 2–6      |
| Поразка   | 31.  | 1979 | Washington Open, США                       | Ґрунт      | Браян Готтфрід   | Марті Ріссен Шервуд Стюарт         | 6–2, 3–6, 4–6           |
| Поразка   | 32.  | 1979 | Louisville, США                            | Тверде     | Віджай Амрітрадж | Марті Ріссен Шервуд Стюарт         | 2–6, 6–1, 1–6           |
| Поразка   | 33.  | 1979 | Базель, Швейцарія                          | Тверде (i) | Браян Готтфрід   | Боб Г'юїтт Фрю Макміллан           | 3–6, 4–6                |
| Поразка   | 34.  | 1979 | Відень, Австрія                            | Тверде (i) | Браян Готтфрід   | Боб Г'юїтт Фрю Макміллан           | 4–6, 6–3, 1–6           |
| Перемога  | 47.  | 1980 | Фінал ATP, London                          | Килим      | Браян Готтфрід   | Войцех Фібак Том Оккер             | 3–6, 6–4, 6–4, 3–6, 6–3 |
| Поразка   | 35.  | 1980 | Філадельфія, США                           | Килим      | Браян Готтфрід   | Пітер Флемінг Джон Макінрой        | 3–6, 6–7                |
| Перемога  | 48.  | 1980 | Флоренція, Італія                          | Ґрунт      | Джін Меєр        | Паоло Бертолуччі Адріано Панатта   | 6–1, 6–4                |
| Поразка   | 36.  | 1980 | French Open, Paris                         | Ґрунт      | Браян Готтфрід   | Віктор Амая Генк Пфістер           | 6–1, 4–6, 4–6, 3–6      |
| Перемога  | 49.  | 1980 | Sawgrass Парний розряд, США                | Тверде     | Браян Готтфрід   | Robert Lutz Стен Сміт              | 7–6, 6–4, 2–6, 7–6      |
| Поразка   | 37.  | 1981 | Філадельфія, США                           | Килим      | Браян Готтфрід   | Марті Ріссен Шервуд Стюарт         | 2–6, 2–6                |
| Поразка   | 38.  | 1981 | Richmond WCT, США                          | Килим      | Браян Готтфрід   | Тім Галліксон Бернард Міттон       | 6–3, 2–6, 3–6           |
| Перемога  | 50.  | 1981 | Мілан, Італія                              | Килим      | Браян Готтфрід   | Джон Макінрой Пітер Реннерт        | 7–6, 6–3                |
| Перемога  | 51.  | 1981 | Флоренція, Італія                          | Ґрунт      | Павел Сложил     | Паоло Бертолуччі Адріано Панатта   | 6–3, 3–6, 6–3           |
| Перемога  | 52.  | 1981 | Бостон, США                                | Ґрунт      | Павел Сложил     | Ганс Гільдемайстер Андрес Гомес    | 6–4, 7–6                |
| Перемога  | 53.  | 1981 | Washington Open, США                       | Ґрунт      | Вен Вінітскі     | Павел Сложил Ферді Тейган          | 5–7, 7–6, 7–6           |
| Поразка   | 39.  | 1981 | Індіанаполіс, США                          | Ґрунт      | Вен Вінітскі     | Кевін Каррен Стів Дентон           | 3–6, 7–5, 5–7           |
| Перемога  | 54.  | 1981 | Мастерс Канада, Канада                     | Тверде     | Ферді Тейган     | Пітер Флемінг Джон Макінрой        | 2–6, 7–6, 6–4           |
| Перемога  | 55.  | 1982 | Вінья-дель-Мар, Чилі                       | Ґрунт      | Мануель Орантес  | Гільєрмо Обоне Анхель Хіменес      | DEF                     |
| Перемога  | 56.  | 1982 | Мастерс Індіан-Веллс, США                  | Тверде     | Браян Готтфрід   | Джон Ллойд Дік Стоктон             | 6–4, 3–6, 6–2           |
| Перемога  | 57.  | 1982 | Washington Open, США                       | Ґрунт      | Вен Вінітскі     | Ганс Гільдемайстер Андрес Гомес    | 7–5, 7–6                |
| Перемога  | 58.  | 1982 | South Orange, США                          | Ґрунт      | Вен Вінітскі     | Джей Ділуї Блейн Вілленборг        | 3–6, 6–4, 6–1           |
| Поразка   | 40.  | 1982 | Карлсбад (Каліфорнія), США                 | Тверде     | Robert Lutz      | Фріц Бунінг Йохан Крік             | 6–3, 6–7, 3–6           |
| Перемога  | 59.  | 1982 | Sawgrass Парний розряд, США                | Ґрунт      | Браян Готтфрід   | Марк Едмондсон Кім Ворвік          | W/O                     |
| Поразка   | 41.  | 1983 | Фінал ATP, London                          | Килим      | Браян Готтфрід   | Гайнц Ґюнтгардт Балаж Тароці       | 3–6, 5–7, 6–7           |
| Перемога  | 60.  | 1983 | Мастерс Індіан-Веллс, США                  | Тверде     | Браян Готтфрід   | Тіан Вільюн Дані Віссер            | 6–3, 6–3                |